# Церковь Святого Николая в Лигове
Церковь Святого Николая в Лигове (Санкт-Петербург, улица Партизана Германа, 20, корп. 3) евангелическо-лютеранского вероисповедания, немецкого прихода. Кирха была закрыта постановлением Леноблисполкома от 8 октября 1930 года и разрушена во время блокады. В 1970-х годах на этом месте были выстроены многоэтажные жилые дома.

## История
Приход был утверждён 9 мая 1906 года, что делает его последним открытым в Санкт-Петербурге лютеранским приходом. В то время располагался за чертой города и состоял из финнов, эстонцев и немцев — жителей дачных посёлков Лигово и «Новые места».
Деревянное здание на 150 мест, с небольшим органом, построенное, вероятно, по проекту архитектора Ф. И. Крюгера (в литературе есть разночтения в имени автора проекта — в ряде источников указан И. Ф. Кригер или Ф. И. Кригер), было освящено 26 декабря 1909 года суперинтендентом Гвидо Пенгу.

## Пасторы, служившие в приходе
- Буш из Петербурга (1906—1914)
- Евгений Деггелер (1915 — ?)